# Copper Mountain Fire Lookout
Pour les articles homonymes, voir Copper et Copper Mountain.
Le Copper Mountain Fire Lookout est une tour de guet du comté de Whatcom, dans l'État de Washington, dans le nord-ouest des États-Unis. Protégé au sein du parc national des North Cascades, il est inscrit au Registre national des lieux historiques depuis le 10 février 1989.